# IC 4166
IC 4166 ist eine  Balken-Spiralgalaxie vom Hubble-Typ SBab im Sternbild Jagdhunde am Nordsternhimmel. Sie ist schätzungsweise 486 Millionen Lichtjahre von der Milchstraße entfernt und hat einen Durchmesser von etwa 130.000 Lj.
Das Objekt wurde am 26. Juni 1903 von Stéphane Javelle entdeckt.